# Gilles Havard
Gilles Havard est un historien français né en 1967, spécialiste de l'histoire de la Nouvelle-France.

## Biographie
Agrégé d'histoire à l'université de Rennes II
Docteur en histoire à l'université de Paris VII
Chargé de recherche au CNRS, Gilles Havard est membre du CENA (Centre d'étude nord-américaine) au sein du laboratoire MASCIPO (Mondes américains. Société, circulations, pouvoirs). Il a fait son mémoire de maîtrise à l'Université Laval. Il a publié sa thèse de doctorat à l'université Paris VII en 2000.
Parallèlement à ses activités, il travaille également en tant que Research Associate à l'université de l'Indiana au sein de l'American Indian Studies Research Institute (AISRI) ainsi qu'au Centre inter-universitaire d’étude et de recherche autochtone (CIERA) de l'université Laval de Québec en tant que membre associé.
Ses travaux permettent de réduire les écarts entre l'historiographie française et l'historiographie canadienne sur l'Empire français d'Amérique.

## Publications
- La Grande Paix de Montréal de 1701. Les voies de la diplomatie franco-amérindienne, Montréal, Recherches Amérindiennes au Québec, 1992
- Planter l’Arbre de paix / Planting the Tree of Peace, Recherches amérindiennes au Québec / Musée McCord d’histoire canadienne, Montréal, 2001
- The Great Peace of Montreal of 1701 : French-Native Diplomacy in the Seventeenth Century, Montreal, Mc Gill-Queen’s University Press, 2001
- Histoire de l’Amérique française (avec Cécile Vidal), Paris, Flammarion, 2003 ; rééd. dans la coll. « Champs Histoire », Flammarion, 2008  (ISBN 978-2-08-121295-4)
- Empire et métissages : Indiens et Français dans le Pays d’En Haut, 1660-1715, Sillery/Paris, Septentrion/Presses de l’université de Paris-Sorbonne, 2003
- Le rire des jésuites, Une archéologie du mimétisme dans la rencontre franco-amérindienne (XVIIe -XVIIIe siècle)[4], article paru dans Annales. Histoire, Sciences Sociales aux Éditions de l'EHESS, 2007
- Un continent en partage. Cinq siècles de rencontres entre Amérindiens et Français, Les Indes savantes, 2013
- Eros et Tabou, Sexualité et genre chez les Amérindiens et les Inuit, Les Éditions du Septentrion, 2014
- Histoire des coureurs de bois : Amérique du Nord 1600-1840, Paris, Les Indes savantes, 2016 (ISBN 978-2-84654-424-5, présentation en ligne)[5]
- L'Amérique fantôme : Les aventuriers francophones du Nouveau Monde, Paris, Flammarion, 28 août 2019, 649 p. (ISBN 978-2-08-210516-3 et 2082105164, EAN 9782082105163, OCLC 1114097982, présentation en ligne).
- Les Natchez : une histoire coloniale de la violence, Tallandier, Flammarion, 2024 (Prix Robert-Delavignette)

## Récompenses
- Grand prix d’histoire Chateaubriand 2003 pour Histoire de l’Amérique française
- Prix Marie-France Toinet 2000 de la meilleure thèse décerné par la Société d’études nord-américaines
- Prix Jean-Charles-Falardeau 2004 pour Empire et métissages : Indiens et Français dans le Pays d’En Haut, 1660-1715 Meilleur livre de langue française en sciences sociales au Canada.
- Grand prix de la Société des gens de lettres 2004 pour Histoire de l’Amérique française
- Prix Robert-Delavignette de l'Académie des sciences d'outre-mer et Grand prix des Rendez-vous de l'histoire 2016, pour Histoire des coureurs de bois. Amérique du Nord 1600-1840 [6].
- Prix Fondation Martine Aublet 2020 pour L'Amérique fantôme : Les aventuriers francophones du Nouveau Monde [7]
- Médaille d'argent 2020[8] du CNRS